# Filesystem Hierarchy Standard

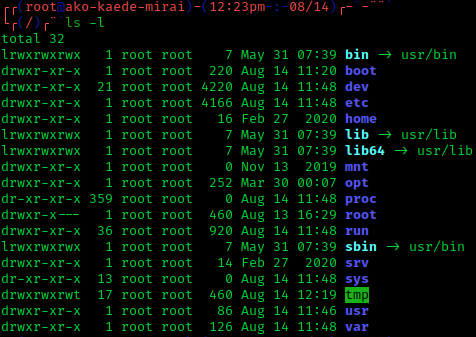
Captura de tela da hierarquia do sistema de arquivos no Arch Linux, em agosto de 2021

O Filesystem Hierarchy Standard (padrão para sistema de arquivos hierárquico), ou FHS, define os principais diretórios, e o seu conteúdo, em um sistema operacional Linux ou do tipo Unix. A versão atual é a 3.0, anunciada em 3 de junho de 2015.
No início do ano de 1996, surgiu um movimento, com o apoio da comunidade de desenvolvedores do BSD, que visava o desenvolvimento de versões do FSSTND para outros sistemas do tipo Unix, além do Linux. A partir desta iniciativa foi realizado um esforço para determinar os problemas comuns aos sistemas do tipo Unix. Como resultado da ampliação do escopo do problema, o nome do padrão foi alterado para Filesystem Hierarchy Standard (FHS) (padrão para sistemas de arquivo hierárquicos).
O FHS é mantido pela Linux Foundation, uma organização sem fins lucrativos formada por importantes empresas de hardware e software, como HP, Red Hat, IBM e Dell. Ainda hoje, algumas maioria das distribuições Linux, incluindo membros da Linux Foundation, não adotam o padrão proposto. Em particular, diretórios (paths) criados pelo FHS, como o /srv/, não foram adotados em grande escala. Alguns sistemas Unix e Linux rompem com o padrão FHS, como o GoboLinux. O Mac OS X utiliza uma estrutura com nomes legíveis por seres humanos em conjunto com um sistema baseado no FHS.

## Estrutura de diretórios
Todos os arquivos e diretórios estão situados sob o diretório raiz /, mesmo se eles forem armazenados em outro dispositivo físico. Alguns destes diretórios não estarão presentes se alguns softwares não forem instalados, como o X Window System.
| Diretório        | Descrição |
| ---------------- | --- |
| /                | Diretório raiz de toda a hierarquia do sistema de arquivos. |
| /bin/            | Comandos binários essenciais para todos os usuários (ex: cat, ls, cp)                                                                                               |
| /boot/           | Arquivos do Boot loader (ex: núcleo, initrd). |
| /dev/            | Dispositivos (ex: /dev/null). |
| /etc/            | Arquivos de configuração específicos do computador. |
| /etc/opt/        | Arquivos de configuração para o /opt/. |
| /etc/X11/        | Arquivos de configuração para o X Window System, versão 11. |
| /etc/sgml/       | Arquivos de configuração para SGML. |
| /etc/xml/        | Arquivos de configuração para XML. |
| /home/           | Diretórios de usuários.(Opcional) |
| /lib/            | Diretório com as bibliotecas essenciais para os arquivos binários contidos nos diretórios /bin/ e /sbin/.                                                           |
| /mnt/            | Sistemas de arquivos "montados" temporariamente. |
| /media/          | Pontos de "montagem" para mídia removível, como CD-ROMs (surgiram na versão 2.3 do FHS).                                                                            |
| /opt/            | Pacotes estáticos de aplicações. |
| /proc/           | Sistemas de arquivo virtual, que possui o estado do núcleo e processos do sistema; a maioria dos arquivos é baseada no formato texto (ex: tempo de execução, rede). |
| /root/           | Diretório home para o superusuário (root).(Opcional) |
| /sbin/           | Arquivos binários para propósito de administração do sistema. |
| /tmp/            | Arquivos temporários. (Ver também /var/tmp). |
| /srv/            | Dados específicos que são servidos pelo sistema. |
| /usr/            | Hierarquia secundária para dados compartilhados de usuários, cujo acesso é restrito apenas para leitura.                                                            |
| /usr/bin/        | O mesmo que a hierarquia do topo (/bin), mas contém apenas arquivos não essenciais (que não são necessários para que o sistema funcione ou para a sua recuperação). |
| /usr/include/    | Diretório padrão para arquivos do tipo header. |
| /usr/lib/        | O mesmo que a hierarquia do topo (/lib). |
| /usr/sbin/       | O mesmo que a hierarquia do topo, mas contém apenas arquivos não essenciais (ex: daemons e serviços de rede).                                                       |
| /usr/share/      | Dados compartilhados que são independentes da arquitetura do computador..                                                                                           |
| /usr/src/        | Código fonte (ex: código fonte do núcleo do sistema) |
| /usr/X11R6/      | X Window System, Versão 11 R6. |
| /usr/local/      | Hierarquia terciária com dados locais, específicos deste host. |
| /var/            | Arquivos "variáveis", como logs, base de dados, páginas Web e arquivos de e-mail.                                                                                   |
| /var/lock/       | Arquivos de lock. Utilizados para manter o controle sobre recursos em uso.                                                                                          |
| /var/log/        | Arquivos para log. Utilizado para log de dados em geral. |
| /var/mail/       | Caixas de email dos usuários do sistema. |
| /var/run/        | Contém informação sobre a execução do sistema desde a sua última inicialização. (ex: usuários e daemons em execução).                                               |
| /var/spool/      | Spool para tarefas em espera para execução. (ex: filas de impressão e emails ainda não lidos).                                                                      |
| /var/spool/mail/ | Local para caixas de correio dos usuários. Não deve ser mais utilizada, existe apenas para compatibilidade retroativa.                                              |
| /var/tmp/        | Arquivos temporários. Quando em modo multi-usuário, preferível em relação ao /tmp.                                                                                  |